# Wow!-Signal

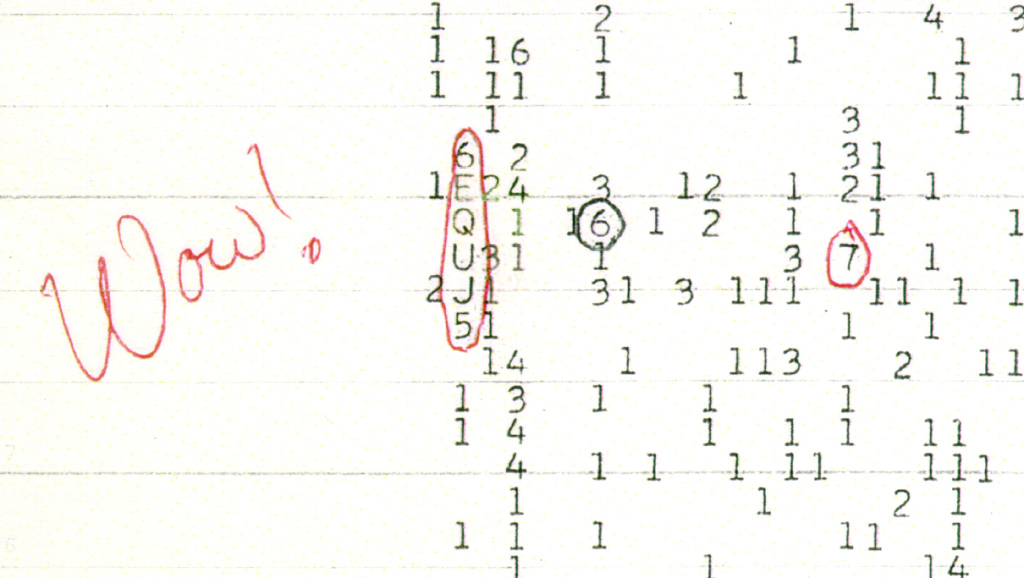
Bild 1: Scan des namensgebenden Dokuments von Jerry R. Ehman

Das Wow!-Signal war ein Schmalband-Radiosignal, das der Astrophysiker Jerry R. Ehman im Rahmen eines SETI-Projekts am „Big Ear“-Radioteleskop der Ohio State University am 15. August 1977 aus Richtung des Sternbildes Schütze aufzeichnete. Das Signal gilt bis heute als meistversprechender Anwärter für eine außerirdische Botschaft.

## Big-Ear-Radioteleskop
Das Ohio State University Radio Observatorium, kurz auch nur The Big Ear (deutsch: Das große Ohr) genannt, war ein Radioteleskop auf dem Gelände der Ohio Wesleyan University und war bis 1995 Teil eines SETI-Suchprogramms der Ohio State University. Am Big Ear wurde von 1973 bis 1995 das bisher längste SETI-Suchprogramm durchgeführt. Nach fast 40 Betriebsjahren wurde das Teleskop 1998 demontiert, das Gelände verkauft und danach als Golfplatz genutzt.
Das Empfangssystem wurde von John D. Kraus, dem Direktor des Observatoriums, entwickelt. Es bestand aus mehreren Teilen: einem ebenen Reflektor, einem parabolischen Reflektor und zwei verschiebbaren Horn-Antennen.
Der ebene Reflektor war 104 m breit und 9 m hoch, konnte aber geneigt werden. Der parabolische Reflektor war fest montiert, 110 m breit und 21 m hoch. Beide bestanden aus Gitterdraht, erschienen aber für Funkwellen im interessanten Frequenzbereich wie feste Reflektoren. Die Fläche zwischen den beiden Reflektoren (110 m breit und 150 m lang) war mit Aluminium bedeckt.
Die beiden Horn-Antennen waren 1,43 m voneinander entfernt und hatten einen Empfangsbereich von je etwa 8 Bogenminuten Breite und etwa 40 Bogenminuten Höhe. Der Empfänger schaltete mit einer Frequenz von 79 Hz zwischen den beiden Antennen hin und her und berechnete die Differenz der beiden Empfangssignale, um terrestrische Einflüsse und Hintergrundrauschen des Himmels auszufiltern. Punktförmige Signalquellen würden zuerst in der westlichen (der „negativen“) Antenne erscheinen, dann in der östlichen (der „positiven“). Der zeitliche Abstand betrug für Objekte am Himmelsäquator 150 Sekunden, für Objekte näher an den Polen entsprechend länger.

## Die Durchmusterung
Von 1965 bis 1971 wurde der von Ohio aus sichtbare Himmel nach breitbandigen Radioquellen durchsucht (Ohio Sky Survey). 1973 wurde von einer breitbandigen Durchmusterung auf eine schmalbandige gewechselt. Die bisher angestellten Wissenschaftler konnten allerdings nicht weiter bezahlt werden und wurden größtenteils entlassen. Einige von ihnen arbeiteten ehrenamtlich weiter, unter anderem der bisherige stellvertretende Leiter Bob Dixon und Jerry R. Ehman, der einen Teil der Software geschrieben hatte und gelegentlich die automatisch erstellten Ergebnisse durchsah.
Gesucht wurde im Frequenzbereich der HI-Linie von 1420,4456 MHz bis 1420,9356 MHz gleichzeitig auf 50 Kanälen von je 10 kHz Breite. Die Durchmusterung erfolgte automatisch. Die Messung dauerte 10 Sekunden, die Auswertung auf einem IBM-1130-Computer etwa 2 Sekunden. Alle 12 Sekunden wurde eine Ergebniszeile gedruckt. Sie enthielt die Empfangsstärken der 50 Kanäle, die Rektaszension (allerdings fehlerhaft aufgrund eines Vorzeichenfehlers bei der Berücksichtigung eines Korrekturwertes) und die Deklination des empfangenen Ortes, die Uhrzeit (aus Konsistenzgründen auch im Sommer die Standardzeit EST), sowie weitere Informationen.
Jedes Zeichen auf dem linken Teil des Ausdrucks (Bild 1) repräsentiert die Empfangsfeldstärke in einem bestimmten 10-kHz-Kanal und einem bestimmten 12-Sekunden-Intervall. Zur Codierung wurde die geglättete Feldstärke relativ zum Rauschen in Einheiten der Standardabweichung herangezogen. Dieser Wert wurde durch ein alphanumerisches Zeichen dargestellt. Ein Leerzeichen bedeutete, dass das derzeitige Signal weniger als 1 Standardabweichung über dem Rauschen lag. Werte von 1 bis 9 gaben an, dass das Signal über 1 bis 9 Standardabweichungen über dem Rauschen lag. Noch stärkere Signale (Faktor 10 bis 35 über dem Rauschen) wurden durch die Buchstaben A bis Z dargestellt. Der Buchstabe U entspricht dem Intervall 30–31. Üblicherweise sollte der Ausdruck viele Leerstellen aufweisen, mit gelegentlichen niedrigen Zahlen.

## Das Signal

### Die Entdeckung
Bei der Durchsicht der Ausdrucke einige Tage nach dem 15. August 1977 entdeckte Ehman ein außergewöhnlich starkes und schmalbandiges Signal. Verblüfft, wie schmalbandig das Signal war, und wie sehr das Intensitäts-Profil dem glich, das ein lokalisiertes Signal in der verwendeten Antenne erzeugen würde, umrandete Ehman auf dem Computerausdruck den Zeichencode „6EQUJ5“ der Intensitätsvariation mit einem Rotstift und schrieb den Kommentar „Wow!“ an den Seitenrand. Dieser Kommentar wurde zum Namen des Signals.

### Der Zeitpunkt
Da jede Zeile des Empfangsprotokolls einen Zeitstempel trug, konnte die Empfangszeit genau eingegrenzt werden. Die sechs außergewöhnlichen Messpunkte wurden am 16. August 1977 von 02:15:22 bis 02:16:34 UTC empfangen (22:16 Ortszeit am 15. August 1977). Die gemessene Leistung erreichte wohl um 02:16:00.64 ihr Maximum. Zu dieser Zeit befand sich kein Personal im Observatorium.
Das Signal trat nur ein einziges Mal auf. Es wäre zu erwarten gewesen, dass das Signal zuerst mit der östlichen Hornantenne empfangen würde und etwa drei Minuten später mit der westlichen. Dies war nicht der Fall. Entweder wurde das Signal vom westlichen Horn empfangen und verschwand, bevor es in den Empfangsbereich des östlichen Horns kam, oder aber es war noch nicht vorhanden, als die Ursprungsrichtung von der westlichen Antenne überdeckt wurde und tauchte erst auf, als die östliche Antenne kurz danach diesen Bereich überstrich.
Zwar lief ständig ein Empfänger mit 8 MHz Bandbreite mit, ein schmalbandiges Signal hat aber so wenig Energie, dass es bei breitbandigem Empfang im Rauschen untergeht.
In den folgenden etwa 30 Tagen wurde das Signal erneut gesucht, aber nicht gefunden. Auch weitere Suchaktionen einige Jahre später blieben erfolglos.

### Intensitätsverlauf

Bild 2: Verlauf der Empfangsstärke über die Zeit

Das Signal war mit dem 30-fachen der Standardabweichung signifikant stärker als das Hintergrundrauschen. Die Zeichenkette „6EQUJ5“ gibt den zeitlichen Verlauf des Signals in 12-Sekunden-Schritten an, gemessen in ganzzahligen Vielfachen der Standardabweichung über dem Rauschen.
In Bild 2 zeigen die blauen Blöcke die gemessene Signalstärke. Die Zeit ist bekannt, die Stärke hat eine Unsicherheit von der Größe einer Standardabweichung. Die rote Kurve ist die passendste Annäherung einer Glockenkurve. Ungefähr dieser Verlauf ist bei einer gleichmäßigen Sendestärke zu erwarten, wenn sich die Empfangskeule der Antenne durch das Signal dreht, wie der spätere Vergleich mit der bekannten Radioquelle Cygnus A zeigte.

### Frequenz
Das Signal trat im zweiten der 50 beobachteten Kanäle auf. Dessen Mittenfrequenz betrug 1420,4556 MHz. Die Abweichung zwischen dieser Frequenz und der tatsächlichen Frequenz betrug weniger als 5 kHz, also die halbe Kanalbreite, denn in den benachbarten Kanälen wurde nichts Auffälliges empfangen, die Bandbreite betrug weniger als 10 kHz. John D. Kraus, der Direktor des Observatoriums gab die Frequenz fälschlicherweise um 0,1 MHz zu niedrig an, also mit 1420,3556 MHz, weil einer der Oszillatoren nicht wie geplant mit 120,0 MHz lief, sondern mit 119,9 MHz.

### Ursprungsrichtung
Da das Signal nur ein einziges Mal und nur etwa eine Minute lang beobachtet wurde, konnte nicht festgestellt werden, ob das Signal vom westlichen oder vom östlichen Horn empfangen wurde. Dementsprechend gibt es zwei Möglichkeiten für die Rektaszension, nämlich 19h22m25s und 19h25m17s, jeweils mit einer Unsicherheit von ±10s. Die Deklination ist in beiden Fällen gleich und kann mit −27°03′ ±20′ angegeben werden. Die Unsicherheit in der Deklination ist wesentlich größer als in der Rektaszension, weil das Sichtfeld einer Hornantenne etwa fünf Mal so hoch wie breit war, außerdem konnte durch die Erdrotation der Zeitpunkt des Maximums und damit die Rektaszension der Quelle recht genau bestimmt werden.
Die Angaben beziehen sich auf die damals übliche Epoche B1950.0. Umgerechnet auf die heute übliche Epoche J2000.0 betragen die Werte 19h25m31s, 19h28m22s bzw. −26°57′. Die Unsicherheiten bleiben unverändert.
Umgerechnet in das galaktische Koordinatensystem ergibt sich eine Breite von −18,89° und eine Länge von 11,65°, falls das Signal durch das positive Horn kam. Im anderen Fall betragen die Koordinaten des Ursprungspunkts −19,48° Breite und 11,90° Länge.
Diese Region liegt im Sternbild Schütze, etwa 2,5 Grad nördlich der Gruppe Chi Sagittarii. Tau Sagittarii ist der nächste sichtbare Stern.

### Modulation
Die Daten wurden in Intervallen von 12 Sekunden und in Frequenzabständen von 10 kHz erfasst. Dies ist zu grob, um eine mögliche Modulation zu erkennen.
Jerry Ehman diskutiert in seinem Aufsatz The Big Ear Wow! Signal ausführlich Details. In einem Kapitel des Dokuments diskutiert er die Frage, ob es möglich ist, dass das Signal Modulation, also Inhalt, enthielt.

„Die Antwort von Dr. Ehman war: ‚Ja, das ist möglich.‘ Aber damals war der Empfänger nicht genügend leistungsfähig. Auch der damalige Computer war es nicht. Beim damaligen Stand der Technik hätte man bereits einen wesentlich schmalbandigeren Empfänger einsetzen können, nämlich mit einer Bandbreite von höchstens 0,5 kHz, und einen zweiten Computer für die Analyse. Falls das Signal eine Modulation enthielt, etwa eine ähnliche, wie wir sie in unserer Arecibo-Botschaft verwendeten, konnten wir den Inhalt wegen unseres zu einfachen, breitbandigen Empfängers nicht feststellen.“

## Mögliche Erklärungen
Das außergewöhnlich starke, kurze und schmalbandige Signal bot Raum für Spekulationen und Hypothesen hinsichtlich seines Ursprungs. Das Wow!-Signal könnte von der Erde oder aus dem Weltraum stammen und es könnte natürlichen oder künstlichen Ursprungs sein.
Ein aktiver Sender auf der Erde als Quelle des Wow!-Signals ist möglich, allerdings ist der Frequenzbereich um 1420 MHz dem Weltraumforschungsfunkdienst und dem Radioastronomiefunkdienst zum Empfang zugeteilt. Jeder aktive terrestrische Funkverkehr ist weltweit durch die Internationale Fernmeldeunion (ITU) untersagt und wird daher als Ursache nicht in Betracht gezogen.
Zudem ist der Signalverlauf innerhalb der 72 Sekunden Empfangszeit charakteristisch für eine Quelle, die sich mit dem Sternenhimmel bewegt oder nur sehr langsam relativ dazu. Planeten, größere Asteroiden und bekannte Raumflugkörper waren zu diesem Zeitpunkt nicht in der Nähe der beiden Empfangsbereiche.
Rätselhaft ist die Tatsache, dass nur eine der beiden Horn-Antennen das Signal empfangen hat, es also relativ schnell auftauchte oder verschwand. Eine permanente Radioquelle wäre auch nach 24 Stunden erneut zu empfangen gewesen, was aber nicht der Fall war.
Viele Erklärungen, die einen natürlichen Ursprung als Ursache sehen, gehen nicht auf die äußerst geringe Bandbreite des Signals ein.
Es wurde spekuliert, ob interstellare Szintillation eines schwächeren, kontinuierlichen Signals (ein Effekt ähnlich dem atmosphärischen Funkeln der Sterne) eine mögliche Erklärung ist (obwohl diese einen künstlichen Ursprung des Signals nicht widerlegen würde). Jedoch konnte das Signal mit dem wesentlich empfindlicheren Very Large Array ebenfalls nicht festgestellt werden. Die Wahrscheinlichkeit, dass ein Signal unterhalb der Empfindlichkeit des Very Large Array vom „Big Ear“-Radioteleskop wegen interstellarer Szintillation empfangen wird, ist mit weniger als 10−40 extrem gering.
Im Rahmen der Fernsehdokumentation Die Aliens – Mythos und Wahrheit (ZDF, 2010) erklärte Harald Lesch, dass das Wow!-Signal alle Kennzeichen eines interstellaren Kommunikationsversuchs zeigte, es aber auch ein gigantischer Ausbruch eines Pulsars gewesen sein könnte.
Antonio Paris, Astronomieprofessor am St. Petersburg College in Florida, vermutet dagegen, dass das Signal natürlichen Ursprungs war und von einem vorüberziehenden Kometen innerhalb des Sonnensystems stammen könnte. Laut Paris könnte das Teleskop seinerzeit die Spur einer Wasserstoffwolke eines solchen Kometen registriert haben. Diese Wasserstoffwolken entstehen, wenn sich ein Komet der Sonne nähert. Mögliche Kandidaten für dieses Ereignis seien die erst 2006 bzw. 2008 entdeckten Kometen 266P/Christensen und 335P/Gibbs. Am 25. Januar 2017 bot sich mit der erneuten Passage von 266P/Christensen eine Überprüfung seiner Theorie an. Im Ergebnis dieser Beobachtung sowie vergleichender Untersuchungen an anderen 1420-MHz-Quellen kamen Paris und sein Team zu dem Schluss, dass die Wolke des Kometen die Quelle für das Wow!-Signal gewesen sei. Diese Hypothese wird von führenden Astronomen abgelehnt und gilt als widerlegt.
Der Amateurastronom Alberto Caballero analysierte anhand des Gaia DR2 Sternenkatalogs die Sterne in der Herkunftsregion des Signals, worunter er nur einen potentiell sonnenähnlichen Stern (2MASS 19281982-2640123) fand.
Jerry R. Ehman selbst bewertet einen irdischen Ursprung des Signals als unwahrscheinlich und schließt daher auf extraterrestrische Intelligenz, räumt aber ein, dass es zu wenig Daten gebe, um viele Schlussfolgerungen zu ziehen.